# Södra Mo landskommun
Södra Mo landskommun var en tidigare kommun i Jönköpings län.

## Administrativ historik
Den bildades i samband med den riksomfattande kommunreformen 1952 som "storkommun" genom sammanläggning av de tidigare landskommunerna Norra Hestra, Norra Unnaryd, Stengårdshult, Valdshult och Öreryd. Namnet togs från Mo härad, där området utgjort den södra delen.
Vid kommunreformen 1971 bröts Norra Unnaryds församling ut och tillfördes Jönköpings kommun, som då färdigbildades. Resterande del ombildades till enhetlig kommun och kvarstod som självständig till 1974 då området fördes till Gislaveds kommun.
Kommunkoden 1952–73 var 0616.

### Kyrklig tillhörighet
Kommunen tillhörde församlingarna Norra Hestra, Norra Unnaryd, Stengårdshult, Valdshult och Öreryd. 1971 överfördes Norra Unnaryds församling till den nybildade Jönköpings kommun.

## Geografi
Södra Mo landskommun omfattade den 1 januari 1952 en areal av 325,45 km², varav 308,48 km² land. Efter nymätningar och arealberäkningar färdiga den 1 januari 1957 omfattade landskommunen den 1 november 1960 en areal av 328,35 km², varav 311,18 km² land.

### Tätorter i kommunen 1960
I Södra Mo landskommun fanns tätorten Hestra, som hade 627 invånare den 1 november 1960. Tätortsgraden i kommunen var då 30,1 procent.

## Politik

### Mandatfördelning i valen 1950–1970
| 4 | 11 | 11 | 4 |

| 27 |

| 5 | 10 | 10 | 5 |

| 28 |

| 5 | 5 | 9 | 7 | 4 |

| 29 |

| 6 | 11 | 8 | 5 |

| 28 |

| 5 | 11 | 9 | 5 |

| 29 |

| 6 | 11 | 9 |  | 4 |

| 28 |